# John Elsworthy
John Elsworthy (Nant-y-derry, 26 luglio 1931 – Ipswich, 3 maggio 2009) è stato un calciatore gallese, di ruolo centrocampista.

## Palmarès

### Club

#### Competizioni nazionali
- Third Division: 2

Ipswich Town: 1953-1954, 1956-1957
- Second Division: 1

Ipswich Town: 1960-1961
- Campionato inglese: 1

Ipswich Town: 1961-1962